# Girondins de Bordeaux (Superleague Formula)
Girondins de Bordeaux is een Frans racingteam dat deelneemt aan de Superleague Formula. Het team is gebaseerd op de voetbalclub Girondins Bordeaux dat deelneemt aan de Ligue 1.

## 2010
De club deed voor het eerst mee in 2010, met als coureur voormalig Formule 1-rijder Franck Montagny. Het team wordt gerund door Barazi-Epsilon.
Actief in 2011: RSC Anderlecht · Atlético Madrid · Team Australië · Team Brazilië · Team China · Team Engeland · Galatasaray SK · Girondins de Bordeaux · Team Japan · Team Luxemburg · Team Nederland · Team Nieuw-Zeeland · PSV Eindhoven · Team Rusland · Sparta Praag · Team Zuid-Korea
Niet actief: Al Ain FC · FC Basel · Beijing Guoan · Borussia Dortmund · SC Corinthians Paulista · Clube de Regatas do Flamengo · Liverpool FC · FC Midtjylland · AC Milan · Olympiakos Piraeus · Olympique Lyonnais · FC Porto · Glasgow Rangers · AS Roma · Sevilla FC · Sporting Clube de Portugal · Tottenham Hotspur FC